# Alexis Klimov
Pour les articles homonymes, voir Klimov (homonymie).
Œuvres principales
- Nicolas Berdiaeff ou la révolte contre l’objectivation (1967)
- Dostoïevski ; ou, la connaissance périlleuse (1971)
- Böhme, Jakob, 1575-1624. Confessions : Précédé de Le philosophe teutonique; ou, L'esprit d'aventure (1973)
- Dostoïevski miroir : anthologie de textes critiques (1975)
- Des arcanes et des jeux : XXII ordonnances pour une fête baroque (1976)
- Soljenitsyne, la science et la dignité de l'homme suivi de Culture et anticulture chez Nicolas Berdiaeff et de Sans tarder (1978)
- Diversions : huit opérations poétiques pour une stratégie métaphysique (1983)
- Éloge de l'homme inutile (1983)
- Veilleurs de nuit : esquisse pour un essai (1984)
- De l'abîme : petit traité à l'usage des chercheurs d'absolu (1985)
- Terrorisme et beauté (1986)
- Le secret de Pouchkine et autres textes (1990)

Alexis Klimov, philosophe, écrivain et poète québécois d'expression française né à Liège (Belgique) en 1937 d'une famille de petits industriels russes (Manufacture Durso) et mort à Trois-Rivières (Québec) en 2006. Klimov fut l'un des premiers à introduire la philosophie existentielle au cœur du débat philosophique québécois dominé encore au début des années 1960 par le néothomisme. Il a contribué à faire connaître les philosophes russes de l'existence tels Nicolas Berdiaeff, Serge Boulgakov, Léon Chestov, Vladimir Lossky, Paul Evdokimov, entre autres. Témoin et scribe des phénomènes de la vie intérieure, Alexis Klimov cultive un intérêt pour le langage des mythes et des symboles envisagé comme mode de connaissance capable
d’entrouvrir, comme le disait Berdiaeff, « une profondeur à laquelle la philosophie rationnelle ne parvient pas ».
La philosophie d'Alexis Klimov engage l'être humain à une pleine conscience de son être, à une recherche de la connaissance de soi, afin de ne pas se porter coupable des gestes que l'on dénonce et éviter, surtout, ce qu'il nomme, à la suite de Berdiaeff, l'objectivation de l'être humain.

## L'origine d'une pensée philosophique
À l'instar d'un Kierkegaard pour qui l'expérience de l'écharde dans la chair fut au principe d'une réflexion philosophique sur l'existence, ou d'un Albert Camus qui voit dans les injustices humaines un motif concret de révolte, Alexis Klimov, quant à lui, subit les cruautés de la Seconde Guerre mondiale et fut témoin, à l'âge de 7 ans, en allant acheter du pain, d'un acte de barbarie accompli par les nazis. Il fut dès cet instant habité par la question du mal, à laquelle il tenta de trouver une réponse dans la littérature et la philosophie. Le scandale du mal l'a sans doute convaincu que la vie humaine n'est rien sans la liberté, l'expérience de la souffrance, et que la philosophie n'est pas confort, mais lutte. Comme Yvan Karamazov, Alexis Klimov peut dire qu'il n'accepte pas cette vie. L'absurdité de la réponse cache en fait l'effort volontaire de ne pas se plier et exprime une foi fondamentale : "la possibilité d'une victoire définitive sur le mal".

## La question de l'objectivation
L'un des réflexes de la pensée est d'organiser, mettre en ordre, systématiser les connaissances. Or, cet ordre que l'homme veut voir dans le monde réfléchit-il une organisation systématique réelle, ou bien ne répond-il pas à une peur intime, une crainte originelle : celle de se retrouver seul devant le monde et de devoir, soi même, lui donner un sens? Ainsi, la pensée systématique, les projets philosophiques « sérieux », « universitaires » représentent autant de stratégies pour éluder l'essentiel : la solitude de l'homme devant le monde et la nécessité dans laquelle il est placé, de par sa situation même, de penser le monde dans les catégories dans lesquelles il vit, « c'est-à-dire de reconnaître le rire, le dégoût, l'horreur, le désespoir plutôt que ce seul intelligere » propre à la pensée systématisée.
Klimov identifie les Lumières comme le point d'origine « de cette pollution des mentalités, des esprits » devant conduire à l'objectivation.
Les Lumières veulent une organisation complète du savoir humain. À cet égard, leur ambition est totalitaire. Sa révolution politique procède à une réorganisation de la société visant à rendre l'homme fonctionnel, efficace. Sa révolution pédagogique tout en faisant miroiter des convoitises individuelles (rang social, propriétés, revenus, etc.) vise au fond la création d'un homme-machine dont on peut voir l'expression accomplie dans l’œuvre de La Mettrie. De même qu'une machine doit accomplir une fonction, l'homme-machine de la société contemporaine, qui a ses racines au dix-huitième siècle, accomplit l'objectivation de l'être humain. Comment définir cette objectivation? Elle est « l'adaptation de l'être humain à une fonction, s'étend avec une facilité déconcertante à l'adaptation au milieu, à la société, évacue chemin faisant les éléments perturbateurs, indésirables, usés, brisés ou simplement étrangers » afin de sacrifier à l'idole de notre temps : l'utilitarisme. La société moderne a pour objet d'objectiver l'homme, afin de le rendre efficace, pour qu'il réponde aux plans, aux politiques, aux déterminismes des idéologies qui, en dépouillant l'individu de sa liberté, le dépouille aussi de sa responsabilité face à la vérité, au mensonge, au mal.

## L'homme inutile
La question du sens profond de la vie appelle celle de ce que l'homme considère utile pour lui. Klimov prend au pied de la lettre cette question des Possédés de Dostoïevski : tout est de savoir si Shakespeare est supérieur à une paire de bottes. Pour Klimov, il ne saurait y avoir vérité sans que le confort intellectuel, la routine, les certitudes tranquilles parce qu'habituelles, sans que tout cela ne soit ébranlé. Tout homme doit se défier d'une double putréfaction : « celle du cœur, propre au bourreau, et celle de l'esprit, propre au mandarin ». En ce sens, pour le philosophe trifluvien, rien ne doit plus rendre suspect l'amant de la vérité que les systèmes, car ils nous déchargent de la responsabilité de penser par nous-mêmes, de prendre le risque de la vérité et donc, avec lui, de l'erreur, de la faillite intellectuelle, de la tragédie aussi. Toute théorie est sèche et l'arbre de la vie est fleuri disait Goethe, et Klimov suit cette voie, stigmatisant de son ironie ceux qui passent leur existence « à sauter, pousser par le vent, de théorie en théorie, de système en système, d'idéologie en idéologie, sans jamais réussir à pénétrer le sens même de la vie ». Alexis Klimov est donc l'ami des philosophes du risque, de ceux qui côtoient l'abîme : Pascal, Jacob Boehme, Kierkegaard, Dostoïevski. Comme eux, Klimov croit que le rôle véritable de la philosophie n'est pas de construire des systèmes, mais de bâtir des hommes. À cet égard, celui qui s'achemine vers la vérité n'est bien pas le disciple fidèle, mais plutôt l'insoumis, le révolté, l'artiste qui « trouble le sommeil des braves gens et qui fait trembler les obsédés du pouvoir ». Le philosophe s'assimile au « veilleur de nuit », dont Klimov étudie la figure dans un essai éponyme. L'humanité a besoin de veilleurs de nuit, car « nous ne pouvons nous passer de philosophie – quête de sagesse – sans tomber dans une barbarie dont nous pouvons nous faire une idée au lamentable spectacle des peuples privés de liberté (…) et soumis à la double pression de la propagande et de l'idéologie ».
Klimov reconnaît dans le philosophe celui qui a comme seule certitude que l'angoisse de l'incertitude et du doute. C'est l'homme inquiet qui, au regard de la vie pratique, du monde et de ses conventions, est propre à rien. Le philosophe, c'est l'homme inutile par excellence, mais qui, par cette inutilité même, parvient à transfigurer l'humanité, à lui donner une grandeur. L'homme inutile nous tend les clés pouvant ouvrir ces portes intellectuelles fermées trop souvent à double tour par notre lâcheté et nos insuffisances. L'homme inutile est une réponse à l'objectivation.

## L'expérience de l'abîme
Lorsque l'homme manifeste le courage de dépasser les bornes du quotidiens, des habitudes insignifiantes et désire se lancer dans l'aventure de la pensée, se libérant ainsi de l'emprise de l'objectivation, lorsque l'homme prend le risque de l'existence authentique, il rencontre l'abîme. Pour Klimov, comme pour Valéry, l'intériorité est abîme. Toute vie véritable est, pour le philosophe de Trois-Rivières, « un état de révolte contre la médiocrité, la banalité, la grisaille de l'existence qui détruisent cette intensité de vie sans laquelle il ne peut y avoir expérience de l'abîme ». Tout besoin de vérité, toute expérience signifiante ouvre sur l'abîme, sur l'inconnu qu'exprime Pascal quand il s'écrie : « Le silence éternel de ces espaces infinis m'effraie ».

## La rédemption par l'art
Pour Klimov, le but de la philosophie n'est pas de construire des systèmes, dont les structures ne peuvent contribuer qu'à l'objectivation de l'homme, mais d'atteindre plutôt l'acte créateur de la connaissance; l'intuition créatrice, au contact direct avec la vie, est génératrice d'une vérité à laquelle tout homme peut avoir accès à travers l'expérience esthétique.
Lorsqu'un artiste crée, ce qu'il exprime, au fond, c'est la vérité qui est en lui, une vérité « non objective », selon le mot de Soljénitsyne, l'expression d'une expérience, celle de l'intériorité de l'artiste qui part à l'assaut de la connaissance du monde et des hommes, une connaissance qui, comme toute connaissance intérieure, a pour fruit la liberté. Car la liberté est la suprême récompense de l'activité humaine authentique. L'art permet de pénétrer l'intériorité humaine; il ouvre le chemin de ces valeurs qui éclairent le sens de la vie. Il est une réponse à l'objectivation.
Face à l'objectivation, l'art est un acte d'audace, une plongée dans l'existence, une rupture avec l'innocence, comme celle d'Adam et Ève qui, pour acquérir leur humanité ont dû laisser la tranquillité routinière de l'Éden. Mais à notre époque, l'art tend à devenir un produit (le produit culturel) et l'artiste, s'il veut survivre, doit conformer son œuvre au produit, ou encore rechercher l’assentiment d'organismes subventionaires qui embrigadent l'inspiration. Or, pour permettre la production artistique, « on s'adresse plutôt à des êtres doués de talents, mais dont le principal mérite réside dans le fait d'accepter docilement d'exécuter des commandes sociales », l'artiste authentique étant épris de liberté. Dans cette perspective, la culture devient asservissante. La place de l'artiste véritable est donc essentiellement celle d'un écartèlement entre les exigences de la vérité et celles d'une société dont les objectifs politiques, idéologiques, économiques, etc., contredisent l'expression authentique de l'art et impose l'objectivation. À cela, l'art, la culture, ouvrent en définitive sur la mort : « en cela réside et sa grandeur et sa tragédie ».
« Abîmes, contradictions, ténèbres, mort, combat : voilà, donc, quelques-uns des points qui déterminent la ligne spiralée symbolisant la création ».

## Influences
La pensée et l'œuvre d'Alexis Klimov, tant littéraire que pédagogique, furent d'une grande importance dans le développement d'une pensée philosophique québécoise qui, à la fin des années 1960, cherchait sa voie entre tradition et modernité. Son activité de conférencier et, de façon générale, son pouvoir socratique d'attirer à lui les jeunes intelligences, ont permis l'éclosion de plusieurs vocations philosophiques, pensons à l’essayiste Jean Renaud, au poète Laurent Poliquin, au romancier Frédérick Durand, au théologien-philosophe et essayiste Denis Audet, au peintre Régent Ladouceur ou encore au philosophe André Désilets. Il a regroupé autour de sa personnalité magnétique nombre d'écrivains dans la revue littéraire et philosophique Le Beffroi (1986 - 1992) et a fait pendant 35 ans de Trois-Rivières un détour obligé des amants de la sagesse grâce à son célèbre Cercle de philosophie. Un volume d'hommage, De la philosophie comme passion de la liberté, lui a d'ailleurs été consacré par ses collègues, amis et élèves (Éditions du Beffroi, Québec, 1984, 557 p.).
« Alexis Klimov est le philosophe, le poète d'une pneumatologie libératrice et paradoxale. Il explore et bouleverse. Sa pensée – où l'on ne peut séparer la beauté, le témoignage et le combat – est traversée par de véritables éclairs ».

## Citations
« Quant à la vérité, elle est ineffable. Pour l’astreindre, il faut savoir chauffer le cœur jusqu'à l'incandescence ». Terrorisme et beauté, p. 27.
« Exister, c'est s'adapter. Vivre, c'est oser ». Idem, p. 31
« Si Dieu existe, s'il est vraiment le Dieu VIVANT des Écritures, il ne peut être que l'hérésie suprême. Parce que la vie est, par excellence, hérésie par rapport à l'existence ». Idem., p. 32
« Sans en avoir l'air, les braves gens sont bien plus terribles que le diable! C'est leur peur devant la vie, peur accumulée durant des générations, qui fonde le collectivisme ou son pendant, le totalitarisme ». Idem., p. 36
« Dans la vie, c'est bien moins le vraisemblable que l’invraisemblable qui arrive ». Idem., p. 66
« L'insupportable, sur un plan existentiel, c'est de voir une réponse que l'on croyait rassurante, définitive, indestructible, disparaître pour être aussitôt remplacée par de nouvelles interrogations, à moins d'une cautérisation par le feu. J'entends par là ce feu qui, chez tant de poètes, tant de mystiques, traduit, symbolise cette incandescence du vécu (…) ». Veilleurs de nuit, p. 28
« Il ne peut y avoir de bonheur. Seulement des succédanés ». Le secret de Pouchkine, p. 18

## Œuvres
- Nicolas Berdiaeff ou la révolte contre l’objectivation, Présentation, choix de textes, bibliographie, Paris, Seghers, 1967.
- Dostoïevski ; ou, la connaissance périlleuse / Présentation, choix de textes, bibliographie, par Alexis Klimov, Paris : Seghers, c. 1971.
- Böhme, Jakob, 1575-1624. Confessions : Précédé de Le philosophe teutonique; ou, L'esprit d'aventure; préface, notes et commentaires par Alexis Klimov. Paris : Fayard, 1973.
- Archéologie de la Mauricie : reconnaissance archéologique dans la région du lac Némiskachi / René Ribes, Alexis Klimov, Trois-Rivières : Musée d'archéologie préhistorique de Trois-Rivières, 1974.
- Dostoïevski miroir : anthologie de textes critiques, Montréal : Presses de l'Université du Québec, 1975.
- Des arcanes et des jeux : XXII ordonnances pour une fête baroque, Trois-Rivières : Éditions du Bien public, 1976.
- Soljenitsyne, la science et la dignité de l'homme suivi de Culture et anticulture chez Nicolas Berdiaeff et de Sans tarder, Montréal : Société de belles-lettres G. Maheux, 1978.
- Diversions : huit opérations poétiques pour une stratégie métaphysique, Québec : Éditions du Beffroi, c. 1983.
- Éloge de l'homme inutile, presentation par Clément Marchand, Québec : Éditions du Beffroi, 1983.
- Veilleurs de nuit : esquisse pour un essai, Québec : Éditions du Beffroi, 1984.
- De l'abîme : petit traité à l'usage des chercheurs d'absolu, Québec : Éditions du Beffroi, 1985.
- Terrorisme et beauté, Québec : Éditions du Beffroi, 1986.
- Le secret de Pouchkine et autres textes, Québec : Éditions du Beffroi, 1990.

## Prix et distinctions
- 22 septembre 2005. Prix Hommage du Conseil de la culture et des communications de la Mauricie
- Octobre 2002. Membre d’honneur. Société des écrivains de la Mauricie
- Octobre 1999. Récipiendaire de la  Médaille du Rayonnement Culturel
- Médaille d’Or au titre de la Philosophie et des Lettres Françaises  décernée à Paris par La Renaissance française, sous le haut patronage du Président de la République et des Ministres des Affaires Étrangères, de l’Intérieur, de la Défense et de l’Éducation  Nationale
- 18 mars 1992. Récipiendaire de la  Médaille du mérite universitaire décernée par le Conseil d’administration de l’Université du Québec à Trois-Rivières, « en raison de la qualité de son œuvre comme professeur, écrivain et conférencier de réputation internationale »
- Avril 1985 : membre du Comité d’honneur : Colloque international Albert Camus, Bruxelles. (Les autres membres du Comité étant : Mmes Marie Casarès et Suzanne Lilar et MM. Jean-Louis Barrault, Pierre-Georges Castex, Roger Grenier, Maurice Nadeau, Emmanuel Roblès, Georges Sion, Jean Starobinski, Paul Viallaneix)
- 22 août 1984 : récipiendaire de la Médaille Gabriel Marcel  remise par M. Joël Bouëssée, secrétaire général de l’Association internationale « Présence de  Gabriel Marcel » (Paris), Centre culturel de Trois-Rivières
- 21 août 1984 : De la philosophie comme passion de la liberté. Hommage à  Alexis Klimov, Québec, Éditions du Beffroi, 557 pp. Ouvrage collectif regroupant vingt-six  écrivains  et essayistes québécois, publié pour souligner les vingt ans  d’activités  littéraires et philosophiques d’Alexis Klimov au Québec. Avec une présentation de Jacques R.Parent, recteur de l’Université du Québec à Trois-Rivières
- Mai 1980 : récipiendaire de la Médaille Gratitude aux Pionniers remise par le recteur de l’Université du Québec à Trois-Rivières, M.Louis-Edmond Hamelin
- Avril 1980 : reçoit le prix décerné aux «Travailleurs de la Culture» par le CEGEP de Trois-Rivières pour sa contribution «à l’épanouissement des arts et de la culture dans la région trifluvienne»
- Septembre-octobre 1978 : livres et pages de manuscrits d’Alexis Klimov exposés à la  Maison de la Francité  (Bruxelles), dans le cadre des activités marquant le cinquième anniversaire de l’Union wallonne des Écrivains et Artistes
- Novembre 1972 : reçoit le Prix Benjamin Sulte décerné par la Société Saint-Jean-Baptiste pour son livre Dostoïevski ou la Connaissance périlleuse